# Puchar Kontynentalny w kombinacji norweskiej 2009/2010
Sezon 2009/2010 Pucharu Kontynentalnego w kombinacji norweskiej rozpoczął się 12 grudnia 2009 w amerykańskim Park City, zaś ostatnie zawody z tego cyklu zaplanowane zostały na 14 marca 2010 w fińskiej Ruce. W kalendarzu znalazło się dwadzieścia konkursów, wszystkie zostały rozegrane metodą Gundersena.
Tytułu najlepszego zawodnika bronił Niemiec Matthias Menz. W tym sezonie najlepszy okazał się Austriak Tomaz Druml.

## Kalendarz i wyniki
| Lp  | Data             | Miejscowość      | Konkurencja           | 1. miejsce          | 2. miejsce       | 3. miejsce                 |
| --- | ---------------- | ---------------- | --------------------- | ------------------- | ---------------- | -------------------------- |
| 1.  | 12 grudnia 2009  | Park City        | Gundersen HS134/10 km | Todd Lodwick        | Tomaz Druml      | Steffen Tepel              |
| 2.  | 13 grudnia 2009  | Park City        | Gundersen HS134/10 km | Todd Lodwick        | Tomaz Druml      | Steffen Tepel              |
| 3.  | 19 grudnia 2009  | Lake Placid      | Gundersen HS100/10 km | Tomaz Druml         | Andreas Günter   | Taylor Fletcher            |
| 4.  | 20 grudnia 2009  | Lake Placid      | Gundersen HS100/10 km | Tomaz Druml         | Andreas Günter   | Fabian Rießle              |
| 5.  | 9 stycznia 2010  | Otepää           | Gundersen HS100/10 km | Håvard Klemetsen    | Marco Pichlmayer | Mark Schlott               |
| 6.  | 10 stycznia 2010 | Otepää           | Gundersen HS100/10 km | Tobias Kammerlander | Thomas Kjelbotn  | Mark Schlott               |
| 7.  | 16 stycznia 2010 | Titisee-Neustadt | Gundersen HS142/10 km | Sebastian Reuschel  | Christian Beetz  | Dominik Dier               |
| 8.  | 17 stycznia 2010 | Titisee-Neustadt | Gundersen HS142/10 km | odwołany            | odwołany         | odwołany                   |
| 9.  | 23 stycznia 2010 | Bischofshofen    | Gundersen HS140/10 km | Benjamin Kreiner    | Christian Beetz  | Michael Hollenstein        |
| 10. | 24 stycznia 2010 | Bischofshofen    | Gundersen HS140/10 km | Christian Beetz     | Dominik Dier     | Nicolas Martin             |
| 11. | 6 lutego 2010    | Eisenerz         | Gundersen HS95/10 km  | Tomaz Druml         | Benjamin Kreiner | Truls Sønstehagen Johansen |
| 12. | 7 lutego 2010    | Eisenerz         | Gundersen HS95/10 km  | Tomaz Druml         | Lukas Klapfer    | Marco Pichlmayer           |
| 13. | 13 lutego 2010   | Kranj            | Gundersen HS109/10 km | Lukas Klapfer       | Nicolas Martin   | Tomaz Druml                |
| 14. | 14 lutego 2010   | Kranj            | Gundersen HS109/10 km | Tomaz Druml         | Nicolas Martin   | Gudmund Storlien           |
| 15. | 27 lutego 2010   | Karpacz          | Gundersen HS94/10 km  | Tomaz Druml         | Nicolas Martin   | Håvard Klemetsen           |
| 16. | 28 lutego 2010   | Karpacz          | Gundersen HS94/10 km  | Tomaz Druml         | Håvard Klemetsen | Florian Pinel              |
| 17. | 6 marca 2010     | Høydalsmo        | Gundersen HS94/10 km  | Håvard Klemetsen    | Magnus Krog      | Ruben Welde                |
| 18. | 7 marca 2010     | Høydalsmo        | Gundersen HS94/10 km  | Håvard Klemetsen    | Magnus Krog      | Andreas Günter             |
| 19. | 13 marca 2010    | Ruka             | Gundersen HS142/10 km | Ole Martin Storlien | Christian Beetz  | Carlos Kammerlander        |
| 20. | 14 marca 2010    | Ruka             | Gundersen HS142/10 km | Christian Beetz     | Ruben Welde      | Wolfgang Bösl              |

## Klasyfikacje
| Lp.   | Zawodnik            | Punkty |
| 1.    | Tomaz Druml         | 920    |
| 2.    | Benjamin Kreiner    | 702    |
| 3.    | Christian Beetz     | 623    |
| 4.    | Nicolas Martin      | 522    |
| 5.    | Marco Pichlmayer    | 447    |
| 6.    | Håvard Klemetsen    | 444    |
| 7.    | Tobias Kammerlander | 389    |
| 8.    | Florian Pinel       | 381    |
| 9.    | Steffen Tepel       | 355    |
| 10.   | Ruben Welde         | 337    |
| . . . |                     |        |
| 28.   | Tomasz Pochwała     | 188    |
| 57.   | Marcin Mąka         | 54     |
| 64.   | Adam Cieślar        | 43     |
| 71.   | Paweł Słowiok       | 31     |
| 90.   | Andrzej Zarycki     | 14     |